# Rivière Washicoutai
Rivière Washicoutai är ett vattendrag i Kanada.   Det ligger i provinsen Québec, i den östra delen av landet, 1 200 km öster om huvudstaden Ottawa. Rivière Washicoutai ligger vid sjön Lac Couillard.
Trakten runt Rivière Washicoutai är nära nog obefolkad, med mindre än två invånare per kvadratkilometer.